# Sphaerobolus stellatus
Sphérobole étoilé
Espèce
Synonymes
- Carpobolus stellatus (Tode) Desm.[1]
- Lycoperdon carpobolus L.[1]
- Nidularia dentata With.[1]
- Sphaerobolus dentatus (With.) W.G. Sm.[1]
- Sphaerobolus tubulosus Fr.[1]

Sphaerobolus stellatus, le Sphérobole étoilé, est une espèce de champignons basidiomycètes de la famille des Sphaerobolaceae.

## Description
Le basidiome, qui mesure entre 1 et 3 mm de diamètre, est globuleux et flexible, de couleur blanchâtre à jaune paille. La glèbe est contenue dans une boule (le péridiole) lisse et visqueuse. La membrane externe (l'exopéridium) s'ouvre rapidement en étoile de 4 à 9 branches, qui forme comme une petite coupe et expose le péridiole. Ce dernier est éjecté à distance par déchirement et renversement brusques des couches internes, et se fixe aux structures environnantes grâce à sa couche gluante.

"Le
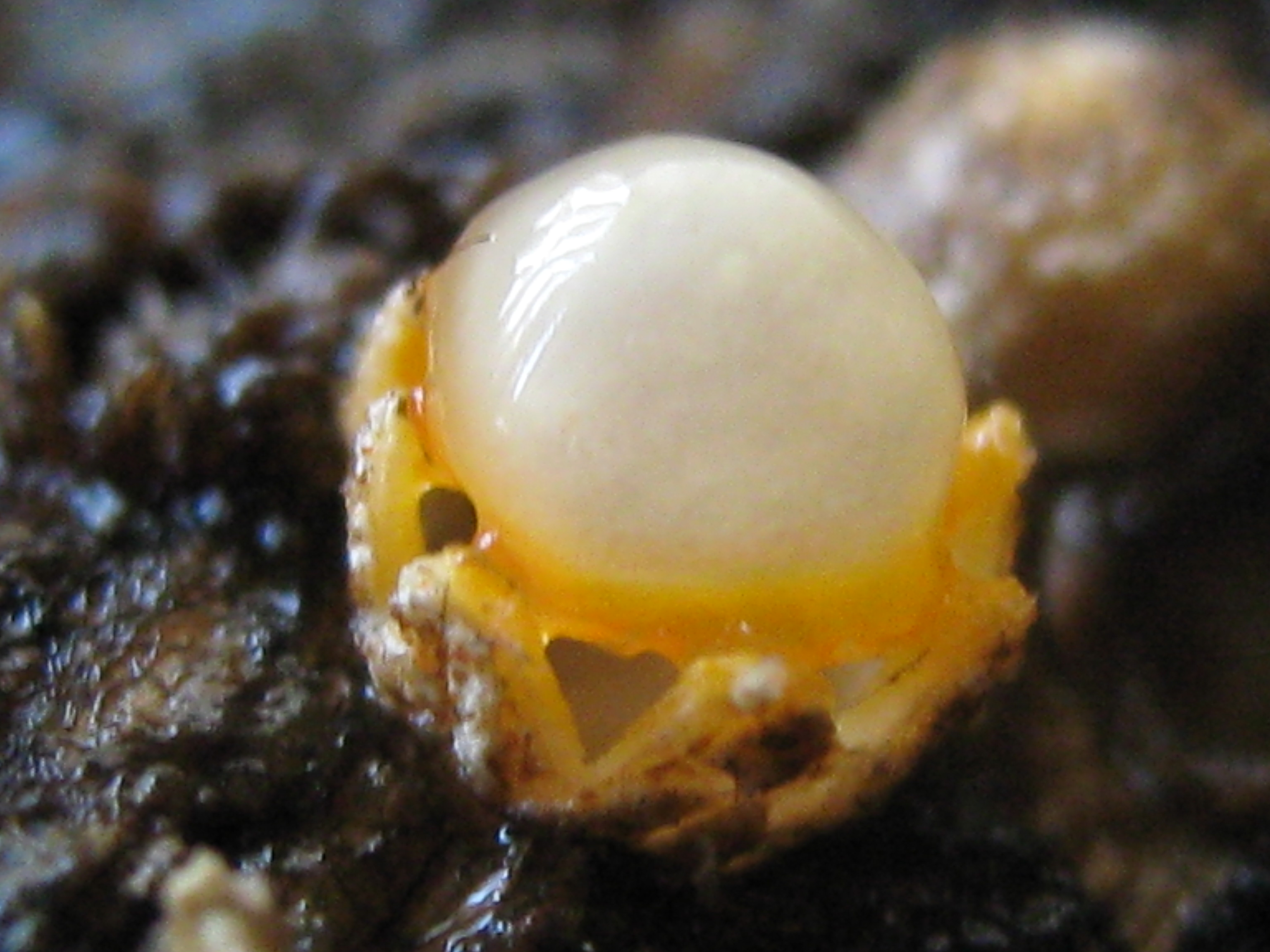
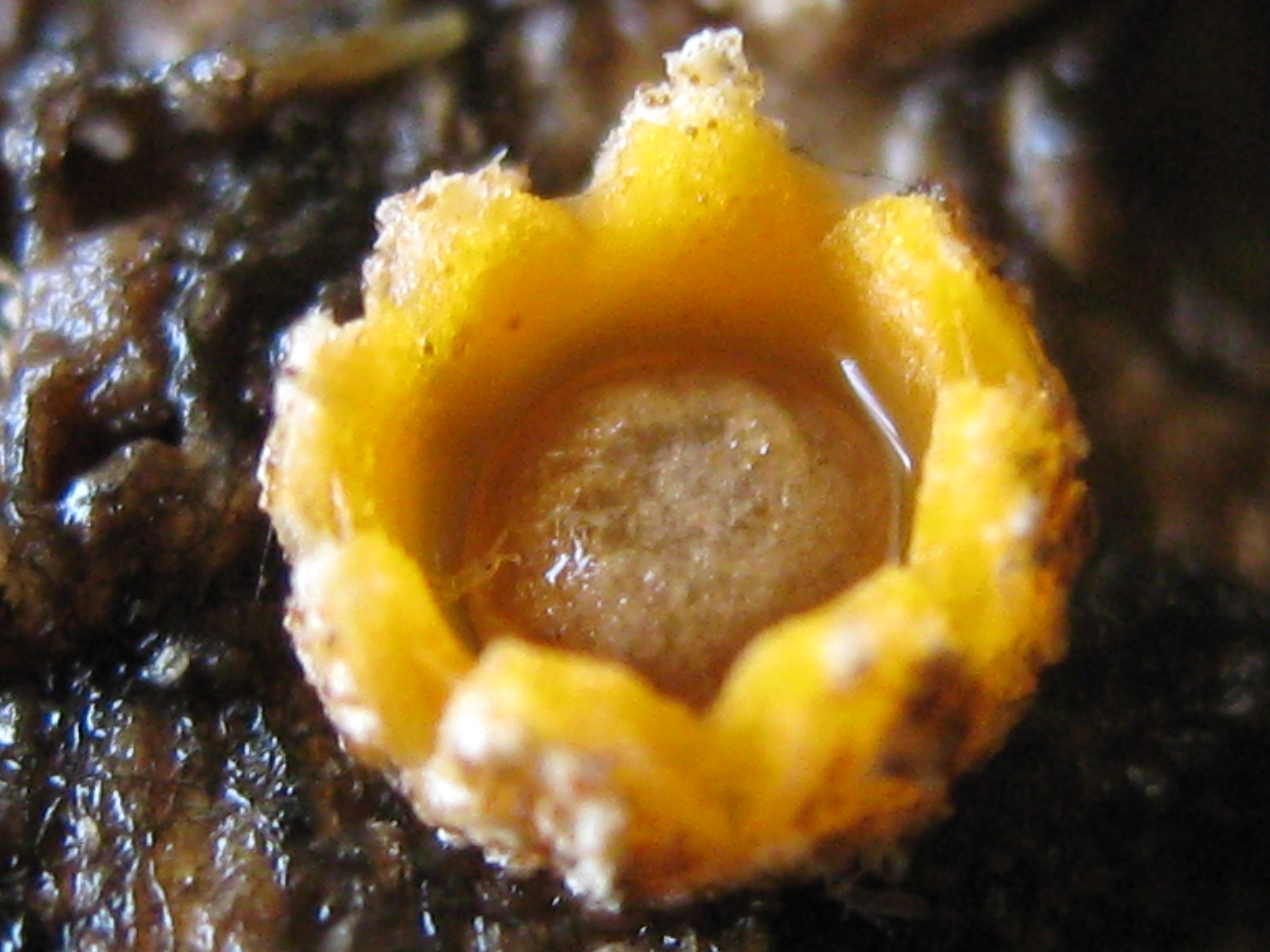

- Le basidiome avant et après éjection du péridiole